# Comesperma scoparium
Comesperma scoparium là một loài thực vật có hoa trong họ Polygalaceae. Loài này được Drum. mô tả khoa học đầu tiên năm 1840.